# Boussac (Creuse)
Boussac es una localidad y comuna de Francia, en la región de Lemosín, departamento de Creuse, en el distrito de Guéret. Es la cabecera y mayor población del cantón de su nombre.
Su población en el censo de 1999 era de 1.602 habitantes. Con una extensión de 148 ha, es la comuna más pequeña del departamento. Forma una aglomeración urbana (agglomération urbaine) con Boussac-Bourg, con una población conjunta de 2.390 habitantes.
Está integrada en la Communauté de communes du Pays de Boussac, de la que es la mayor población.

## Demografía
| 1514 | 1557 | 1933 | 1852 | 1652 | 1602 |
| Para los censos de 1962 a 1999 la población legal corresponde a la población sin duplicidades (Fuente: INSEE [Consultar]) |      |      |      |      |      |

## Personajes célebres
- Jean de Brosse, Mariscal de Francia, vivió y murió aquí
- Pierre Leroux (1797–1871), filósofo, amigo de George Sand fue alcalde aquí en 1848
- George Sand (1804–1878), su romance Jeanne se occure aquí en 1836